# 다니엘 라팡

대니얼 러페인(Daniel Lapaine, 1970년 4월 16일 ~ )은 오스트레일리아의 배우이다.
시드니에서 태어났다.

## 영화
- 잭 더 자이언트 킬러 (2013년) - 잭 아빠 역
- 상하이 (2010년) - 테드 역
- 문샷 (2009년)
- 하비의 마지막 로맨스 (2008년) - 스콧 역
- 48 쉐이즈 (2006년)
- 호텔 바빌론 (2006년)
- 헬렌 오브 트로이 (2003년)
- 리투얼 (2001년) - 웨슬리 클레이본 역
- 킹덤 판타지 (2000년)
- 웨이킹 더 데드 (2000년)
- 아이 소 유 (2000년)
- 더블 크라임 (1999년)
- 브로크다운 팰리스 (1999년) - 닉 파크스 역
- 스튜디오 54 (1998년)
- 베로니카 - 사랑의 전설 (1998년)
- 루신다, 31 (1995년)
- 뮤리엘의 웨딩 (1994년) - 데이빗 반 아클 역